# Condado de Santa Lucía
El condado de Santa Lucía (St. Lucie) es un condado ubicado en el estado estadounidense de Florida. En 2000, su población era de 192 695 habitantes.

## Historia
El condado de Santa Lucía fue creado en 1844. Su nombre es el de Lucía de Siracusa, santa de la Iglesia católica, nacida en Sicilia, ejecutada en 304 por ser cristiana.

## Demografía
Según el censo de 2000, el condado cuenta con  192 695 habitantes, 76 933 hogares y 54 237 familias residentes. La densidad de población es de 130 hab/km² (337 hab/mi²). Hay 91 262 unidades habitacionales con una densidad promedio de 62 u.a./km² (159 u.a./mi²). La composición racial de la población del condado es 79,14% blanca, 15,42% afrodescendiente o negra, 0,24% nativa americana, 0,95% asiática, 0,05% de las islas del Pacífico, 2,37% de otros orígenes y 1,82% de dos o más razas. El 8,16% de la población es de origen hispano o latino cualquiera sea su raza de origen.
De los 76 933 hogares, en el 26,30% de ellos viven menores de edad, 55,30% están formados por  parejas casadas que viven juntas, 11,10% son llevados por una mujer sin esposo presente y 29,50% no son familias. El 23,50% de todos los hogares están formados por una sola persona y 12,40% de ellos incluyen a una persona de más de 65 años.  El promedio de habitantes por hogar es de 2,47 y el tamaño promedio de las familias es de 2,89 personas.
El 22,60% de la población del condado tiene menos de 18 años, el 6,60% tiene entre 18 y 24 años, el 25,10% tiene entre 25 y 44 años, el 23,00% tiene entre 45 y 64 años  y el 22,70% tiene más de 65 años de edad. La mediana de la edad es de 42 años.  Por cada 100 mujeres hay 95,50 hombres y por cada 100 mujeres de más de 18 años hay 92,80 hombres.
La renta media de un hogar del condado es de $36 363, y la renta media de una familia es de $41 381. Los hombres ganan en promedio $30 047 contra $22 684 para las mujeres. La renta per cápita en el condado es de $18 790. El 13,40% de la población y el 9,60% de las familias tienen entradas por debajo del nivel de pobreza. De la población total bajo el nivel de pobreza, el 20,50% son menores de 18 y el 7,70% son mayores de 65 años.

## Ciudades y pueblos

### Municipalidades
- Fort Pierce
- Puerto Santa Lucía
- Santa Lucía

### Administración local
- Junta de comisionados del Condado de Santa Lucía
- Supervisión de elecciones del Condado de Santa Lucía
- Registro de propiedad del Condado de Santa Lucía
- Oficina del alguacil del Condado de Santa Lucía
- Oficina de impuestos del Condado de Santa Lucía

### Turismo
- Turismo del Condado de Santa Lucía

- Datos: Q494564
- Multimedia: St. Lucie County, Florida / Q494564